# Arénový model
Arénový model (policy arena) je jeden ze způsobů, jakým se můžeme dívat na sociální problémy ve společnosti.
Podle této teorie existují sociální problémy pouze v kontextu jiných sociálních problémů. Arénový model je pokládán za jeden ze základních modelů ke studiu politického procesu. Mezi další základní modely politického procesu patří koncept sítě politiky (policy network) a model politického cyklu.
Každý problém se formuje, následně jeho váha stoupá a nakonec každý sociální problém upadá. Dynamika vývoje (vzestup a pád) sociálního problému je závislá na „interakci“ s jinými sociálními problémy v arénách. Každý sociální problém tedy bojuje o své místo v aréně sociálních problémů, přičemž vzestup znamená pro sociální problém zisk, naopak s pádem přijde ztráta pozornosti o daný sociální problém.

## Faktory vzestupu a úpadku sociálních problémů
Podle arénového modelu existují tzv. faktory vzestupu a úpadku sociálních problémů, mezi které patří:
1. Institucionální prostředí
2. Nosná kapacita arén
3. Dynamika soutěžení SP
4. Principy selekce
5. Zpětná vazba
6. Problémové komunity

### Institucionální prostředí
Institucionální prostředí zahrnuje typy arén (centrální, periferní…). Mimoto i pravidla jejich fungování a profesionalitu.

### Nosná kapacita arén
Pod nosnou kapacitou arén je myšlen limit množství sociálních problémů uvnitř arény. Sociální problémy vstupují a vystupují z arény a bojují o prostor uvnitř ní. Čím menší je kapacita arény, tím intenzivnější je soutěž.

### Dynamika soutěžení sociálních problémů
Dynamika soutěžení SP zahrnuje soutěž mezi různými sociálními problémy a také definicemi stejného sociálního problému. Každému sociálnímu problému hrozí ztráta zájmu veřejnosti, tedy sociální problémy vstupují do arény a také ji opouštějí. Každý se udrží v aréně různě dlouhou dobu.

### Principy selekce
- drama
- kultura
- politika
- institucionální rytmus
- inovace a saturace

Tedy čím dramatičtější je podání sociálního problému, čím blíže má ke kulturním kořenům, čím blíže má k afiliaci arény a čím více je sladěn s rytmem organizačního života arény, tím větší šanci má sociální problém uspět. Je nutné také každý sociální problém inovovat a saturovat, protože časté opakování symbolů sociálních problémů unavuje pozornost publika. *

### Zpětná vazba
Propojení arén a jejich tendence k napodobování se nazývá zpětnou vazbou. Můžeme předpokládat, že sociální problémy, které byly na vzestupu v jedné aréně, budou mít tendenci k šíření i v jiných arénách.  

### Problémové komunity
Posledním faktorem vzestupu a úpadku jsou problémové komunity. Arény jsou obklopeny komunitami specialistů na problematizované podmínky a na fungování arén. Tyto komunity mohou spolupracovat, nebo být v konfliktu.

## Quasiteorie
Představují vysvětlení jednodušších kauzálních rámců, jež se zdají být v SP srozumitelné. Jedná se o omezenou a zjednodušenou zásobu vysvětlení skutečných příčin SP a motivací aktérů. Každý SP představuje narušení pořádku a tím i orientace běžného člověka. Vyjadřuje potřebu navrátit situaci do srozumitelného normálu. 

### Typy quasiteorií
- QT komunikace
- QT času
- QT zkaženého okolí
- QT deprivace
- QT korupce
- QT nevědomých motivů
- QT konspirace

*Drama ovlivňuje míru koncentrace na subjektivní stránku sociálního problému a zároveň míru radikálnosti šíření definice sociálního problému. Nejvíce dramatický sociální problém má vysokou míru koncentrace na odhalování a obviňování zodpovědných osob a zároveň šokující způsob šíření definice. Nejméně dramatický sociální problém má naopak vysokou koncentraci na objektivní stránku (dokazování objektivní škodlivosti a systémových příčin SP) a zároveň umírněná forma šíření definice např. jako odborné informace.